# Zetti
Zetti, teljes nevén: Armelino Donizetti Quagliato (Porto Feliz, 1965. január 10. –) világbajnok brazil válogatott labdarúgókapus, edző.
A brazil válogatott tagjaként részt vett az 1993-as Copa Américán, illetve az 1994-es világbajnokságon.

## Sikerei, díjai
São Paulo FC
- Brazil bajnok (1): 1990–91
- Paulista bajnok (2): 1991, 1992
- Copa Libertadores (2): 1992, 1993
- Interkontinentális kupa győztes (2): 1992, 1993
- Recopa Sudamericana (2): 1993, 1994
- Supercopa Sudamericana (1): 1993
- Copa CONMEBOL (1): 1994

Santos
- Torneio Rio-São Paulo (1): 1997
- Copa CONMEBOL (1): 1998

Brazília
- Világbajnok (1): 1994